# 로맨틱 가도

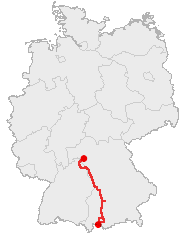
로맨틱 가도

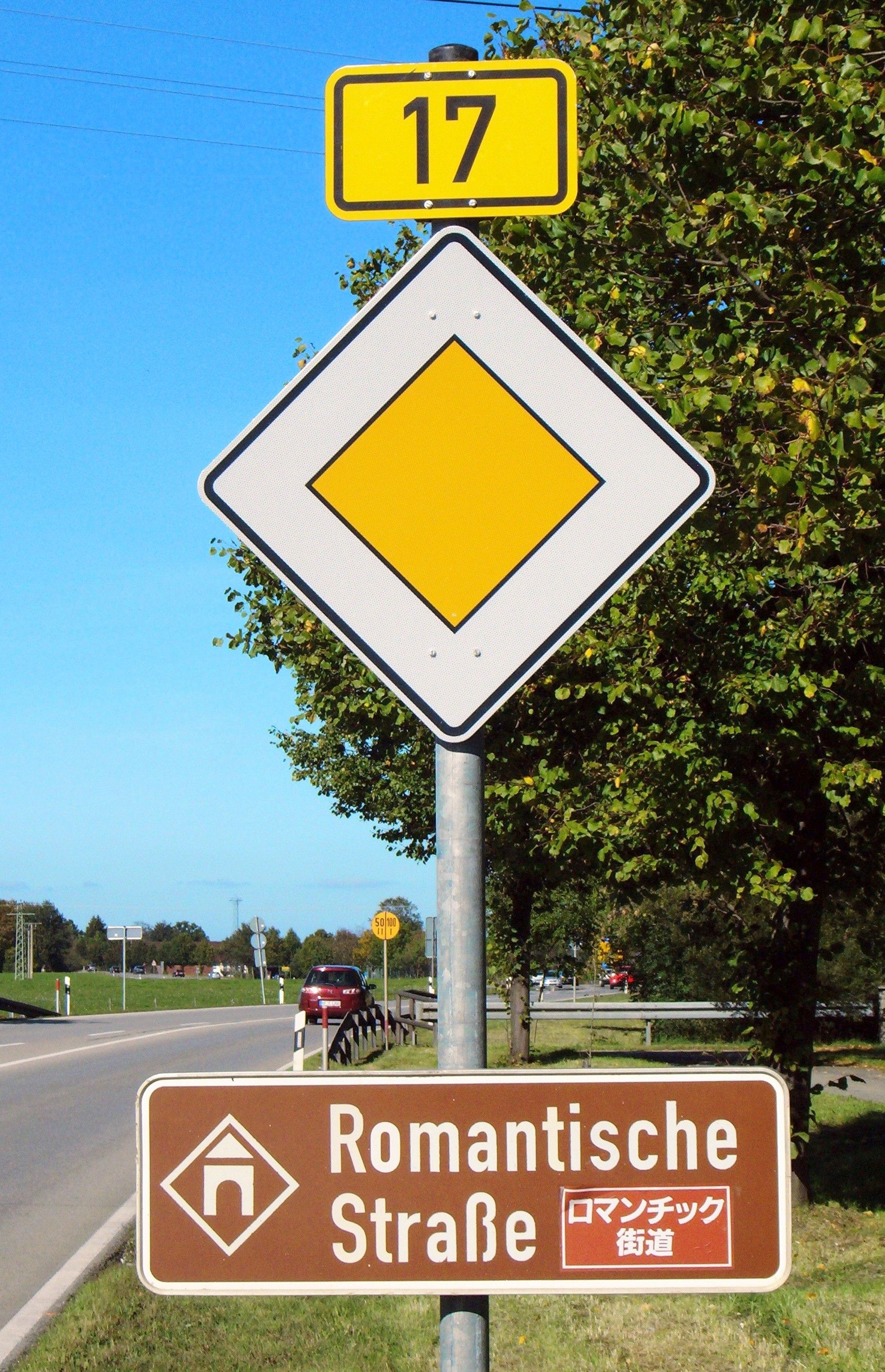
로맨틱 가도를 알리는 표지판

로맨틱 가도(독일어: Romantische Straße 로만티셰 슈트라세[*])는 독일 남부 뷔르츠부르크와 퓌센을 연결하는 고속도로에 위치한 도로로 길이는 350km이다.
"로맨틱 가도"라는 이름은 고대 로마 시대에 로마인들이 가도를 만든 데서 유래된 것이다. 바이에른주, 바덴뷔르템베르크주 사이에 걸쳐 있으며 1950년대부터 관광 자원으로 개발되었다. 그림 같은 도시와 성곽으로 유명한 관광도로이기 때문에 많은 관광객들이 몰린다.

## 주요 경유지
다음은 로맨틱 가도의 주요 경유지를 북쪽에서 남쪽으로 나열한 것이다.
- 뷔르츠부르크
- 타우버비쇼프스하임
- 라우다쾨니히스호펜
- 바트메르겐트하임
- 바이케르스하임
- 뢰팅겐
- 크레글링겐
- 로텐부르크오프데어타우버
- 실링스퓌르스트
- 포이흐트방겐
- 딩켈스뷜
- 발레르슈타인
- 뇌르틀링겐
- 하르부르크
- 도나우뵈르트
- 아우크스부르크
- 프리트베르크
- 카우페링
- 란츠베르크암레흐
- 호엔푸르흐
- 숑가우
- 파이팅
- 로텐부흐
- 빌츠타이크
- 슈타잉가덴, 비스키르헤
- 할블레흐
- 슈방가우, 노이슈반슈타인 성, 호엔슈방가우 성
- 퓌센